# Banco da Australásia

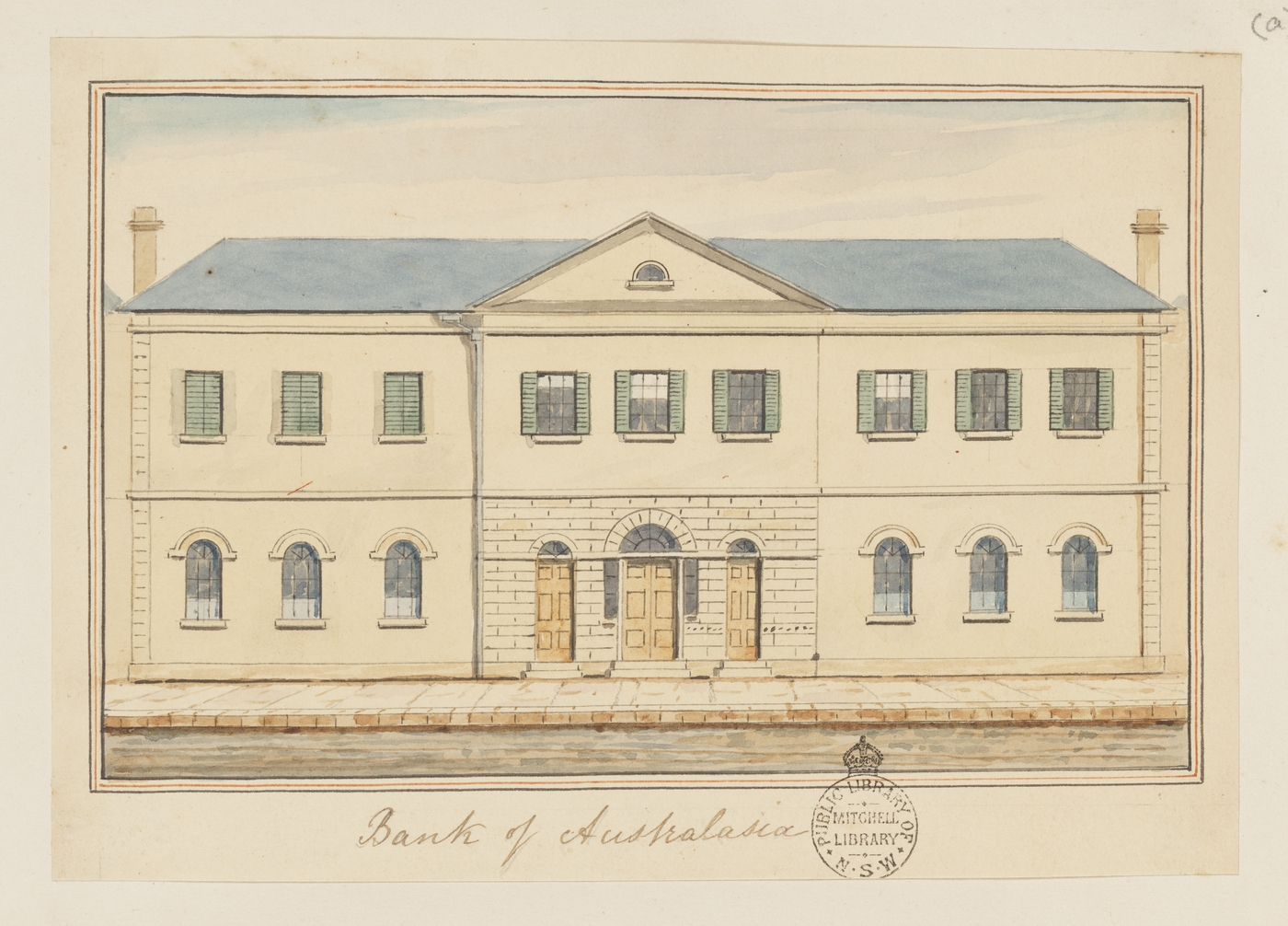
Banco da Australásia, em Sydney, década de 1840 (Biblioteca Estadual de Nova Gales do Sul)

O Banco da Australásia foi um banco australiano em operação de 1835 a 1951.
Sediado em Londres, o banco foi incorporado pela Royal Charter em março de 1834. Inicialmente, havia sido planejado incluir adicionalmente a primeira África do Sul e depois o Ceilão nas operações do banco; no entanto, esses dois movimentos foram bloqueados pelos Senhores do Tesouro. Sua primeira agência foi aberta em Sydney em 14 de dezembro de 1835, seguida por Hobart e Launceston em 1 de janeiro de 1836, na última cidade, assumindo o antigo Banco da Cornualha. Uma filial de Melbourne foi aberta em 28 de agosto de 1838 e uma filial de Adelaide em 14 de janeiro de 1839. Foi aberta uma filial de Perth em maio de 1841, quando absorveu o original Banco da Austrália Ocidental; no entanto, a agência foi fechada em 1844 e o banco não seria reaberto naquela cidade até 1894. Sofreu dificuldades financeiras durante a depressão da década de 1840, em parte por causa de um empréstimo controverso ao falido Banco da Austrália, que resultou em litígios significativos.
Depois de abrir uma filial da Geelong em 1846, ela se expandiu rapidamente em Victoria durante a corrida do ouro vitoriana, com filiais em Ballarat, Castlemaine, Williamstown, Portland, Warrnambool e Port Fairy, abrindo em 1853-54 e logo após as filiais Bendigo e Beechworth. Decidiu expandir a Nova Zelândia em 1863, abrindo em Auckland, Christchurch e Dunedin em 1864 e Wellington em 1866. Sobreviveu à crise bancária australiana de 1893, que resultou no colapso de vários de seus concorrentes. Sua reabertura na Austrália Ocidental após a descoberta do ouro em 1893 abriu caminho para filiais em Fremantle, Coolgardie e Cue em 1894 e Menzies e Kalgoorlie em 1895.
Fundiu-se com o Union Bank of Australia para formar o Australia and New Zealand Bank em 1 de outubro de 1951.

## Antigas filiais históricas
Agora, várias agências anteriores do banco estão listadas como patrimônio. Esses incluem:
- a antiga Sede do Banco da Australásia na CDB de Melbourne
- a Filial de Ipswich, Queensland